# Bet Zera
Bet Zera (hebr.: בית זרע) – kibuc położony w samorządzie regionu Emek ha-Jarden, w Dystrykcie Północnym, w Izraelu.
Leży na południe od Jeziora Tyberiadzkiego w Dolnej Galilei.
Członek Ruchu Kibuców (Ha-Tenu’a ha-Kibbucit).

## Historia
Kibuc został założony w 1927.

## Gospodarka
Gospodarka kibucu opiera się na intensywnym rolnictwie.